# Andrej Andreevič Gromyko
Andrej Andreevič Gromyko (in russo Андре́й Андре́евич Громы́ко?; in bielorusso Андрэй Андрэевіч Грамыка?, Andrėj Andrėevič Hramyka; Homel', 18 luglio 1909 – Mosca, 2 luglio 1989) è stato un politico e diplomatico sovietico di origini bielorusse.
Fu ministro degli esteri dell'Unione Sovietica (1957-1985) e presidente del Praesidium del Soviet Supremo (1985-1988).
La sua lunga esperienza diplomatica – sempre fedele alla linea del PCUS, tanto da guadagnargli l'epiteto di Mr. Nyet (signor no) – fu generalmente considerata parte indispensabile delle relazioni Est-Ovest, anche nei momenti di massima tensione.

## Biografia
Gromyko nacque in una famiglia di contadini a Starya Hramiki, un piccolo villaggio vicino a Homel', in Bielorussia. Dopo avere frequentato la scuola primaria a Homel', studiò in un istituto tecnico a Barysaŭ. Nel 1922 entrò a far parte del Komsomol, l'organizzazione giovanile comunista. Dopo il diploma lavorò a Dzjaržynsk come insegnante e preside di una scuola secondaria. Nel 1931 entrò a far parte del PCUS; nello stesso anno conobbe la futura moglie, Lydia Grinevič, originaria di un villaggio vicino a Minsk. Un dirigente del Partito Comunista Bielorusso gli offrì la possibilità di studiare economia a Minsk, con la possibilità di lavorare per mantenersi agli studi; Gromyko accettò e si trasferì in quella città con la famiglia. Nel 1934 fu trasferito a Mosca, dove continuò a studiare economia; nel 1936 conseguì la laurea e cominciò a lavorare come ricercatore all'Accademia Sovietica delle Scienze.
Nel 1939 fu assunto al Commissariato del Popolo per gli affari esteri, poi divenuto ministero degli esteri; nello stesso anno fu mandato in USA come consigliere di ambasciata. Nel 1943 divenne ambasciatore in USA, incarico che ricoprì fino al 1946, quando fu nominato ambasciatore all'ONU, carica che mantenne fino al 1949. Fra il 1952 e il 1953 fu ambasciatore nel Regno Unito. Nel 1956 entrò a far parte del Comitato Centrale del PCUS. Nel 1957 divenne ministro degli esteri dell'URSS, incarico che ricoprì fino al 1985. Nel 1973 divenne membro del Politburo. Nel 1985 fu nominato presidente del Presidium del Soviet Supremo, incarico che ricoprì fino al 1988, anno in cui fu messo a riposo. Ritiratosi dalla vita politica, Gromyko morì a Mosca nel 1989.

## Opere
- Andrej Gromyko, Memoirs, Doubleday, 1989
- Andrej Gromyko, L'espansione internazionale del capitale, Editori Riuniti, 1982.
- Andrej Gromyko, Memorie, Rizzoli, 1989.